# 龍北工房
高校生の店 龍北工房（こうこうせいのみせ たつきたこうぼう）は、兵庫県たつの市龍野町下川原にある、兵庫県立龍野北高等学校の定時制課程商業科の3年生の生徒が主に運営する商業実践常設店舗である。キャッチフレーズは「高校生の力で地域に笑顔を！」

## 概要
高校生の店「龍北工房」は歴史的・伝統的建造物が残る旧市街地にあり、古い町家を修景し、龍野の魅力を発信する拠点として活動している。
兵庫県立龍野北高校定時制の常設店舗として活用している。毎週火曜日と月1回土曜日に開店予定。定時制の生徒が授業等で作成したレザー小物や陶器、他校の生徒が実習で作成した商品や開発にかかわった商品を販売してる。

## 歴史
- 2013年（平成25年） - 高校生の店 龍北工房として、印刷代行を主にオープン。(初代 龍北工房)
- 2014年 (平成26年) - 高校生の店 龍北工房リニューアルオープンとして、初代から続く印刷と新たにレザー、陶芸の3部門でオープン。

（2代目 龍北工房）
- 2016年（平成28年）9月10日[3] - 店の奥側を改装し、喫茶店風に仕上げ、新たに食品部門を加えて、リニューアルオープン。同時に営業日を週6日に増やし、営業時間を17時までと長くなった。（4代目 龍北工房）
- 2016年（平成28年）10月17日・22日/11月29日 - NHK神戸とサンテレビで「龍北工房」の活動内容がテレビ放映された。（下記参照「テレビ放映」）
- 2016年（平成28年）11月 - 冬季限定メニュー　にゅうめんセットが新登場。翌年3月まで販売。
- 2016年（平成28年）11月 - 土間の配置を変更。
- 2016年（平成28年）12月 - 坪庭リニューアル。お茶室が完成。
- 2017年（平成29年）1月 - 期間限定メニュー　味噌ラーメンが新登場。3月まで販売。
- 2017年（平成29年）3月 - お茶室の名前が決まる。「又逢󠄀（ゆうほう）」
- 2017年（平成29年）4月- 昨年9月のリニューアルオープン以来あった食品部が無くなり、食事が出来なくなった。高校生をサポートする龍北工房運営協議会がなくなったためである。
- 2017年（平成29年）4月1日 - 営業日変更。これまでは月曜日を休日とし、毎日営業していたが、定時制の授業が行われている火・水曜日のみの営業となる。
- 2021年（令和3年）龍野北高校定時制の常設店舗として、原則火曜日と月1回土曜日の営業となる。龍野北高校定時制の生徒が授業で作成したレザー小物や陶器製品の販売を中心としているが、相生産業高校、家島高校、香住高校、上郡高校、佐用高校、龍野北高校総合デザイン科の生徒が関わった商品も販売している。

## 龍北工房通信
約2か月ごとに発行している。龍北工房の紹介や出来事、お知らせなどを記事にしている。現在は非公開である。

## 販売商品

### 食品部
すべて高校生が発案した商品である。2017年3月をもって、すべて販売終了した。
- 淡口醬油ラーメン
- 淡口醤油プリン
- 淡口醤油アイス
- 蒸し立て醤油饅頭セット
- 醬油麹チャーシュー丼
- そうめんセット（夏季限定）
- にゅうめんセット（冬季限定）
- 龍北オリジナルブレンドコーヒー
- 抹茶
- 梅ジュース
- オレンジジュース
- 龍北オリジナルピザ（期間限定）

### レザー作品
- アルファベットストラップ
- マスコット
- 小物入れ
- バッグ
- 財布

### 陶器作品
- マグカップ
- キャンドルタワー
- 箸置き

### 他校の商品
2021年
- 相生産業高校（牡蠣のチャウダー、ゆずみそポン、ふりかき、牡蠣飯の素）
- 家島高校（家島カレー、家島カレー甘口）
- 香住高校（サバ水煮缶、サバ味噌煮缶、イワシ水煮缶、イワシ味付け缶、マグロ油漬け缶）
- 佐用高校（トマトジャム、ひまわりクッキー、カップケーキ、シフォンケーキ、皆田和紙アクセサリー）
- 上郡高校（鶏卵、野菜、花苗、いちごジャム）

## テレビ放映
- NHK神戸
  - ニュースKOBE発（2016年10月17日）
  - ぐるっと関西おひるまえ（2016年11月29日）
- サンテレビ
  - 西はりまサタデー9（2016年10月22日）